# Thomas van Erpe
 (octobre 2022).
Si vous disposez d'ouvrages ou d'articles de référence ou si vous connaissez des sites web de qualité traitant du thème abordé ici, merci de compléter l'article en donnant les références utiles à sa vérifiabilité et en les liant à la section « Notes et références ».
Thomas van Erpe, aussi appelé Erpenius, est un orientaliste néerlandais, né à Gorcum, aux Pays-Bas, le 11 septembre 1584 et mort le 13 novembre 1624.

## Biographie
Son père, témoin de ses heureuses dispositions pour les sciences, l'envoya à Leyde dès l'âge de dix ans. Ce fut dans cette ville qu'il commença ses études. Au bout de quelques mois il vint à Middelbourg, puis retourna au bout d'un an à Leyde, où il pouvait suivre ses goûts avec facilité. Ses progrès furent rapides ; dès l'âge le plus tendre il fut admis à l'université de cette ville, et en 1608 il reçut le bonnet de maître es arts.
À la sollicitation de Scaliger, il avait appris les langues orientales en même temps qu'il faisait ses cours de théologie. Après avoir achevé ses études, il voyagea en Angleterre, en France, en Italie, en Allemagne, formant des liaisons avec les savants, et s'aidant de leurs lumières. Pendant son séjour à Paris il se lia d'amitié avec Casaubon, amitié qui dura aussi longtemps que sa vie, et il prit des leçons d'arabe de Joseph Barbatus ou Abudacnus. À Venise, il eut des conférences avec les juifs et les mahométans, et il profita de son séjour en cette ville pour se perfectionner dans le turc, le persan et l'éthiopien.
Erpenius revint dans sa patrie en 1612, après une longue absence, riche de la science qu'il avait acquise pendant ses voyages, aimé et estimé de tous les savants qu'il avait visités. Son habileté était déjà connue ; aussi, dès le 10 février de l'année suivante, il fut nommé professeur d'arabe et des autres langues orientales, l'hébreu excepté, dans l'université de Leyde. Dès lors il se livra tout entier à l'enseignement de ces langues, et à en faciliter l'étude, à en propager les connaissances par ses ouvrages. Animé par l'exemple de Savary de Brèves, qui avait établi à ses dépens une imprimerie arabe à Paris, il fit graver à grands frais de nouveaux caractères arabes et forma une imprimerie dans sa maison.
En 1619 les curateurs de l'université de Leyde créèrent une seconde chaire d'hébreu en sa faveur. En 1620 les États de Hollande l'envoyèrent en France pour tâcher d'attirer chez eux, par la promesse d'une chaire de théologie, Pierre Dumoulin, ou André Rivet. Ce premier voyage n'eut aucun succès et fut suivi, l'année d'après, d'un second, qui réussit au gré des États ; Rivet passa en Hollande quelque temps après le retour d'Erpenius, les États le choisirent pour interprète : cela lui donna occasion de traduire diverses lettres des princes musulmans de l'Asie et de l'Afrique, et d'y répondre. Le roi du Maroc prenait, dit-on, un grand plaisir à lire ses lettres arabes et en faisait remarquer l'élégance et la pureté.
La réputation d'Erpenius était répandue par toute l'Europe, savantes plusieurs princes, les rois d'Angleterre et d'Espagne, l'archevêque de Séville lui firent les offres les plus flatteuses pour l'attirer près d'eux, il ne voulut jamais quitter sa patrie et y mourut d'une maladie contagieuse le 13 novembre 1624, âgé de 40 ans. Erpenius a laissé plusieurs ouvrages qui ne sont point parfaits, sans doute ; mais si l'on se reporte à l'époque où il a vécu, si l'on songe qu'il eut peu ou point de secours, qu'il se forma lui-même, si on le juge, non point d'après l'état actuel de la littérature orientale, mais d'après ce qu'il a fait, on conviendra qu'il a peut-être surpassé, par l'immensité et la difficulté de ses travaux, les orientalistes qui 
l'ont suivi ; et que 

« eût-il point fait si une mort prématurée ne l'eût pas enlevé à une littérature dont son nom sera toujours un des plus beaux ornements? »

## Œuvres
Voici la liste de ses ouvrages :
1. Oratio de lingua arabica, Leyde, 1613, in-4°. Erpenius prononça ce discours lorsqu'il prit possession de la chaire d'arabe : il y loue l'ancienneté, la richesse, l'élégance et l'utilité de cette langue ;
2. Annotat, in Lexico Arab. Fr. Raphaëlë, Leyde, 1613, in-12 ; elles se trouvent à la suite de ce lexique ;
3. Grammatica arabica., quinque libris methodice explicata, ibid., 1613, in-4°.

« Cette grammaire qu'on peut regarder, dit M. Schnurrer, comme la première composée en Europe, non- seulement a été réimprimée plusieurs fois, mars elle a tellement fait loi, que plusieurs professeurs qui, surtout en Allemagne, ont donné sous le nom des grammaires arabes, ont suivi les traces d'Erpenius et ont à peine osé s'écarter de ce guide. »
 Le même savant observe que cette édition a été tirée sur deux formats, d'abord en grand in-4° afin de pouvoir être jointe au lexique de Rapheleng, et ensuite sur une plus petite justification pour en rendre le format plus portatif. Ces derniers exemplaires sont les plus communs. La seconde édition de cette grammaire, corrigée et augmentée, d'après un exemplaire chargé des notes manuscrites de l'auteur, parut à Leyde en 1636, in-4°. L'éditeur, Anton Deusing, y a ajouté les fables de Luqman et quelques adages arabes avec la traduction latine d'Erpenius, Les voyelles et les signes orthographiques sont marqués dans le texte arabe. On doit à Jacob Golius une réimpression de cette édition, sous le titre de Lingiiœ arabiuœ tyrocinium, Leyde, in-4°. Les additions de ce savant en font le mérite. Elles se composent : 
1. De trois centuries de proverbes arabes ;
2. De cinquante-neuf sentences tirées des poètes ;
3. Des surates 31 et 61 du Coran ;
4. De la première séance de Al-Hariri ;
5. D'un poème d'Abulola ;
6. D'une homélie du patriarche d'Antioche Elie III, sur la naissance du Christ. Tous ces morceaux sont accompagnés d'une traduction latine et de notes de 232 sentences arabes ;
7. De la 32e surate du Coran ;
8. D'un autre poème d'Abulola. Golius n'a publié que le texte de ces trois dernières additions. Une autre édition en a été publiée par Albert Schultens, en 1748, réimprimée en 1767. L'éditeur après avoir reproduit mot pour mot la grammaire, les fables, et une centurie de sentences telles que les donne l'édition de Golius, a ajouté :
9. Une préface dans laquelle il combat quelques opinions erronées des docteurs juifs, sur l'histoire de l'écriture hébraïque et sur l'autorité de la cabale ou tradition ;
10. Des extraits du Hamasah d'Abū Tammām, accompagnés d'une traduction latine et de notes. Michaelis a donné en allemand un abrégé de cette édition, Göttingen, 1771, in-8. Morso, professeur de langues orientales, à Palerme, a publié en 1796, une nouvelle édition de la grammaire arabe, et des fables de Locman avec un glossaire ;
11. Proverbiorum arabicorum centuriae duae, ab anonymo quodam arabe Collectae, etc., Leyde, 1614 ; 2e édition, ibid., 1623, in-8°, David Rivault de Flurence, avait acquis le manuscrit de ces proverbes à Rome. De retour dans sa patrie, il les communiqua à Isaac Casaubon, avec la traduction barbare et souvent inintelligible qu'en avait faite un maronite. Casaubon envoya la plus grande partie de l'ouvrage à Scaliger, le priant d'expliquer les sentences les plus difficiles. Celui-ci renvoya bientôt le manuscrit avec une traduction latine et des notes ; Casaubon envoya une copie plus complète et plus correcte à Scaliger, en le priant d'achever ce qu'il avait si bien commencé : Scaliger promit, mais la mort le surprit au milieu de ce travail. Lorsque Erpenius vint à Paris, en 1609, Casaubon l'engagea à terminer cet ouvrage pour qu'il pût voir le jour, Erpenius s'en chargea et y travailla sans relâche il comptait le faire imprimer à Paris chez Le Bé, qui avait gravé d'assez beaux caractères arabes ; mais, déçu de son espoir, il en différa la publication jusqu'à son retour à Leyde. La première Centurie de ces proverbes a été donnée de nouveau par Sennert, Wittemberg, 1658, réimprimée en 1724. Scheidius a fait Imprimer à Harderwijk, en 1775 des pénitences... arabes publiés précédemment par Erpenius.
12. Locmani sapientis fabulœ et selecta quaedam arabum adagio, cum interpretatione latina et notis, Leyde, 1615, in-8°. C'est la première édition de ces fables, qui ont ensuite été imprimées jusqu'à satiété. Cette édition parut sous deux formes ; l'une qui n'embrassait que le texte arabe seulement, l'autre qui était accompagnée de la version latine, d'une longue préface et de notes. Les adages ont au nombre de cent. Tannegui Le Fevre a traduit en vers iambiques latins, et publié à Saumur, en les seize premières fables de Locman d'après la version d'Erpenius. Une seconde édition de ces fables, disponible en ligne, porte la date de 1636 et a la forme d'un livre séparé, mais elle a été détachée de l'édition de la grammaire arabe dont elle faisait partie. Golius a imprimé de nouveau les adages dans le Arabling Tijrocinium, Leyde, 1656 ; on les retrouve encore dans l'édition de la grammaire d'Erpenius, donnée par Schultens.
13. Pauli apost. ad Romanos epislola, arabice, ibid, 1615, in-4°. Cette épître est suivie de celle aux Galates. Le texte arabe n'offre ni les points voyelles, ni les signes orthographique dont l'imprimerie, élevée par Erpenius, n'était point encore fournie à cette époque.
14. Novum D.N. Jesu Christi Testamentum arabice, Leyde, in-4°. Erpenius a publié le texte seulement de cette traduction arabe du Nouveau Testament, d'après un manuscrit de la bibliothèque de Leyde.
15. Pentateuchus Mosis, arabice, ibid., 1622. Cet ouvrage a été également publié d'après un manuscrit de la même bibliothèque écrit en caractères rabbiniques, et remis en caractères arabes  par Erpenius. Le texte offre plusieurs erreurs. L'auteur de cette version, qui paraît être un juif africain, est si servilement attaché au texte hébreu, qu'il rend les solécismes de son original par des solécismes dans sa langue.
16. Historia Josephi Pairiarchae ex Alcurana, cum triplici versione latina et scholiis Th. Erpenii, cujus prœmittitur alphabetum arabicum, Leyde, 1617, in-4°. Dans sa préface, Erpenius dit qu'il offre dans cet alphabet le premier essai de ses caractères arabes, et que les lettres y seront présentées avec leurs liaisons et leurs accidents, ce qui facilitera non seulement la lecture des livres imprimés, mats aussi celle des manuscrits, à la suite de l'histoire de Joseph, tirée de l'Alcoran, se trouve la surate du même livre.
17. Grammatica arabica dicta Gjarumia et libellus centum regentium cum versione latina et commentariis Thomas Erpenii, ibid., 1617, in-4°. Obicini et Kirsten avaient déjà publié cet ouvrage, l'un à Rome en 1592 et l'autre à Breslau en 1610, Erpenius annonce dans sa préface qu'il a revu et corrigé le texte d'après quatre manuscrits, dont l'un avait les voyelles et les autres étaient accompagnés de savants commentaires. Erpenius paraît avoir ignoré le nom de l'auteur du Livre des cent régents, mais on sait aujourd'hui qu'il s'appelait Abd-el-Cader Aldjordjany.
18. Canones de litterarum Alif, Waw et  apud Arabos natura et permutatione, ibid., 1618, in-4°. C'est la réimpression du chapitre du livre Ier de la grammaire arabe. Ici ces cations paraissent revus par l'auteur, et disposés dans un ordre plus commode.
19. Rudimenta linguae arabicae ; accedunt praxis grammatica et consilia de studio arabico feliciter instituendo, ibid ; in-8°. Ces rudiments diffèrent peu de la grammaire arabe. La différence consiste dans quelques retranchements ; mais l'ordre et la division des livres et des chapitres sont les mêmes. L'avis touchant la manière d'étudier l'arabe avec succès, se compose de peu de pages et fut écrit rapidement par l'auteur, au moment de son départ pour la France ; il donne la méthode qu'on doit suivre dans l'étude des rudiments et pour passer ensuite à une autre lecture. À la suite de la page 184 se trouve le 64e surate de L'Alcoran, accompagnée d'une version latine interlinéaire et en explications grammaticales. Les rudiments ont été réimprimés à Leyde en 1628 ; à Paris, en 1638, in-8° ;. et à Leyde, en in-4°. Cette dernière édition a été donnée par Schultens, qui y a ajouté un florilegium des sentences arabes, et une Clavis dialectorum Arabicae linguae praesertim. Cette édition, augmentée de tables très amples, a été réimprimée dans la même ville en 1770.
20. Orationes tres de linguarum ebreae et arabicae dignitate, ibid., 1621, in-12 ; le premier de ces trois discours avait été imprimé dès 1613 ainsi que nous l'avons dit : des deux autres, l'un fut prononcé par Erpenius en novembre 1620, à son retour de France, lors de l'ouverture de son cours, et le second, consacré à la langue hébraïque, en septembre 1620, dans une pareille circonstance.
21. Historia Saracenica, etc., ibid., 1625, in-fol. C'est le texte arabe et la traduction de l'histoire musulmane d'Elmacin. Erpenius y a ajoutér la Historia Arabum de Rodrigo Jiménez, archevêque de Tolède. La traduction latine a aussi été publiée sans le texte, in-4° et le texte arabe, seul petit in-8°.
22. Grammatica ebraea generalis, ibid., 1621, Genève, 1627 ; Leyde, 1659. À cette troisième édition se trouve jointe la 2e édition de la Grammatica syra et chaldœa, du même auteur.
23. Grammatica syra et chaldaea. 1628.
24. Psalmi Davidis siriace, ibid., 1628.
25. Arcanum punctuationis revelatum et oratio de nomine Tetragrammato.
26. Versio et notae ad arabicam paraphrasin in Evang. S. Joannis, Rostock, 1626.
27. De peregrinatione gallica utiliter instituenda tractatus, ibid., in-12.
28. Praecepta de lingua Graecorum communi, Leyde, 1662, in-8°. Erpenius avait formé le projet de plusieurs autres ouvrages, d'une édition de l'Alcoran qui devait être accompagnée de notes, et d'une bibliothèque orientale. Dans les préfaces de ses grammaires il parle aussi d'un Thesaurus grammaticus, qui n'a point vu le jour.